# Аугзбуршка конфесија
Аугзбуршка конфесија или Конфесија из Аугзбурга (лат. Confessio Augustana) први је званичан документ лутеранске вероисповести.
Саставио га је Меланхтон, a 25. јуна 1530. предат је у Аугзбургу цару Карлу V. Документ, који је написан на немачком и латинском језику, прочитао је немачки канцелар Кристијан Бејер ( . Конфесија се састоји од 28. тачака. Првих 21. тачака документа говоре о основама вере коју заступају лутерани, а 7. тачака говоре о злоупотреби вере од стране римокатоличке цркве.

#### Сажетак конфесије Аугзбурга
| Тачка | Наслов                               | Опис |
| ----- | ------------------------------------ | --- |
| I     | О Светом Тројству                    | Лутерани верују да је Никејски симбол вере основа истинске вере. Они верују у Свето Тројство и одбацују друга тумачења у вези Његове природе.                                                                  |
| II    | О првородном греху                   | Лутерани верују у првородни грех, тј да је грех нашег прародитеља Адама прешао на све људе, па се сви зачињемо и рађамо са тим грехом. Једини спас против греха је поновном рођењем кроз крштење Духом Светим. |
| III   | О Сину Божјем                        | Лутерани верују у оваплоћење, да је људско и божанско сједињено у лику Исуса Христа. Исус Христос доноси измирење човечанства са Богом.                                                                        |
| IV    | О оправдању вером                    | Кроз своје заслуге човек се не може оправдати пред Богом. Он се потпуно ослања на Христа за помирење са Богом                                                                                                  |
| V     | Литургија                            | Лутерани верују да кроз Свето Писмо и Свете тајне се храни вера. |
| VI    | О новој послушности                  | Лутерани верују да су добра дела хришђана плодови вере у спасење, а не средство откупљења. |
| VII   | О цркви                              | Лутерани верују у једну свету Цркву у којој се јеванђеље верно учи и Свете тајне верно служе. |
| VIII  | Каква је црква?                      | Упркос томе што постоји лицемерје у цркви, Света Реч и Сакраменти увек су на снази јер су успостављени од самог Христа, без обзира ако чак и греси долазе од онога који служи.                                 |
| IX    | О крштењу                            | Лутерани верују да је крштење неопходно за спасење и да деца треба да буду крштена. Они осуђују оне који одбацују крштење и који кажу да ће деца бити спашена и без крштења.                                   |
| X     | О Причешћу                           | Лутерани верују у Христово присуство у хлебу и вину, и одбацују оне који верују супротно. |
| XI    | О исповедању греха                   | Лутерани верују исповедање греха треба да остане у цркви, мада верник не треба да набраја све своје грехе, јер је немогуће човеку да наведе све грехе које би требало да му буду опроштени.                    |
| XII   | О покајању                           | Лутерани верују да они који су пали у грех после крштења могу да добију опроштај ако се покају. Црква треба да укаже опроштај онима који су се покајали.                                                       |
| XIII  | Употреба Светих тајни                | Свете тајне (крштење и причешће) су видљива манифестација Божје речи коју је предао нама. Сакраменти нису само физички, материјални елементи, него су Божја реч и обећања садржана у њима.                     |
| XIV   | О црквеној хијерархији               | Лутерани верују да само одабрани могу да уче јавно у цркви и управљају Светим тајнама. |
| XV    | Црквени обичаји                      | Лутерани верују да су обичаји корисни у циљу постизања мира и поретка у Цркви, али нису неопходни за спасење.                                                                                                  |
| XVI   | Цивилна питања                       | Лутерани верују да је послушност властима у складу са Јеванђељем, и да се одобрава учешће у рату уколико то власти нареде.                                                                                     |
| XVII  | О Христовом поновом повратку да суди | Лутерани говоре о другом Христовом доласку да суди свету, и да ће награда за верне да буде вечни живот, а да ће грешни бити кажњени вечном муком.                                                              |
| XVIII | О слободној вољи                     | Слобода избора се манифестује у световним пословима, али не у питањима спасења. |
| XIX   | О узроку греха                       | Лутерани верују да Бог није узрок зла на овоме свету. |
| XX    | О добрим делима                      | Лутеранско схватање да се човек оправдава вером не осуђује добра дела. Вера је узрок наших добрих дела. Добра дела су само знак да смо оправдани (или спасени), нису услов спасења.                            |
| XXI   | О поштовању светитеља                | Лутерани верују да животе светих треба узети као примере које треба следити, али је противно Светом Писму да се призивају да се заузму за нас пред Богом.                                                      |

#### Протест против злоупотреба
| Члан   | Наслов                  | Опис |
| ------ | ----------------------- | --- |
| XXII   | О употреби хлеба и вина | Лутерани верују да би требало да причест (хлеб и вино) буде за све, не само за свештенство. |
| XXIII  | О Целибату              | Лутерани наглашавају потребу свештенства да склопе брак и да је целибат јарам. |
| XXIV   | О Миси                  | Лутерани задржавају службу мисе, али само као средство да се људи јавно окупе на службу и приме причест. Лутерани одбацују праксу да се миса користи за стицање новчане добит уз обећање спасења. (Мисли се највише на продају опроштајница којом је црква стицала добит уз обећање ако даш новац бићеш спашен.) |
| XXV    | О исповедању            | Лутерани подржавају потребу за исповедањем и давањем опросштаја, али одбацују да исповедање треба да изнуди осећај кривице код верника. Разрешњење се нуди за све грехе, а не само за грехе које исповеди, јер је немогуће да човек зна све своје преступе и исповеди их.                                        |
| XXVI   | О уздржавању од меса    | Људске традиције које захтевају пост и посебне обичаје уздржавања од хране као средство којим се стиче Божја наклоност у супротности је са јеванђељем. Иако је пост и обављање службе корисно у духовној пракси, тиме се не оправдавамо нити добијамо спасење.                                                   |
| XXVII  | О монашком завету       | Човек не може да постигне чистоту у заједници или у изолацији од света. Савршенство се не може постићи заветима или сопственим напорима. |
| XXVIII | О црквеној власти       | Једина власт која је дата свештеницима и бискупима је власт да проповеда, учи Писмо и служи Свете тајне. Овлашћења која су одобрена свештенству у питањима власти и војске су су само одобрена у оквиру државе. По божанском праву они нису државни владари, влада и војска.                                     |